# Piercegambiet
Het Piercegambiet is in de opening van een schaakpartij een variant in de Weense opening en ze is ingedeeld bij de open spelen.
Ze heeft als beginzetten: 1.e4 e5 2.Pc3 Pc6 3.f4 ef 4.Pf3 g5 5.d4.
Eco-code C 25.